# Cortinicara
Cortinicara is een geslacht van kevers uit de familie schimmelkevers (Latridiidae).

## Soorten
- C. afghana Johnson, 1977
- C. andersoni (Blackburn, 1891)
- C. baronowskii Johnson, 1989
- C. bhutanica Johnson, 1977
- C. biloba Rucker, 1983
- C. blatchleyi Johnson, 1989
- C. carinifrons Johnson, 1990
- C. conferta (Reitter, 1879)
- C. corpulenta (Motschulsky, 1866)
- C. fukiensis Johnson, 1990
- C. gibbosa (Herbst, 1793)
- C. hirtalis (Broun, 1880)
- C. luzonica Johnson, 1990
- C. meridianus Johnson, 1975
- C. vagepunctata (Broun, 1914)